# Геллер, Маргарет
Маргарет Геллер (Margaret Joan Geller, род. 8 декабря 1947 года, Итака, Нью-Йорк) — американский астрофизик и космолог, астроном и астрокартограф. Сотрудница Гарвард-Смитсоновского центра астрофизики и профессор Гарвардского университета, член НАН США (1992).

## Краткая биография
Окончила Калифорнийский университет в Беркли (бакалавр физики, 1970). Затем поступила в Принстонский университет, где получила степени магистра (1972) и доктора философии (1975) по физике.
В 1974-1976 годы постдок в Гарвард-Смитсоновском центре астрофизики, с которым вместе с Гарвардом, где с 1988 года она — профессор астрономии, связана вся её последующая деятельность.
С 1991 года член редколлегии Science.
Член Американской академии искусств и наук (1990), Американского физического общества и Американской ассоциации содействия развитию науки.
Почётный доктор Colby College (2009) и Дартмутского колледжа (2014).

## Отличия
- 1989 — Newcomb Cleveland Prize[англ.] Американской ассоциации содействия развитию науки
- 1990 — Стипендия Мак-Артура
- 1993 — Лекция имени Хелен Сойер Хогг, Канадское астрономическое общество
- 1996 — Klopsteg Memorial Award[англ.], Американская ассоциация учителей физики
- 1997 — Отличие Library Lion Нью-Йоркской публичной библиотеки
- 2003 — Медаль Адион, Обсерватория Ниццы
- 2008 — Magellanic Premium Американского философского общества
- 2010 — Медаль Джеймса Крейга Уотсона Национальной АН США
- 2010 — Премия Генри Норриса Рассела, наиболее почётная награда Американского астрономического общества
- 2013 — Премия Юлия Эдгара Лилиенфельда Американского физического общества
- 2014 — Медаль Карла Шварцшильда, высшая награда Астрономического общества Германии